# Tour de Suisse 1936
Die 4. Tour de Suisse fand vom 20. bis 27. Juni 1936 statt. Die Radrundfahrt wurde in sieben Etappen über eine Distanz von 1708 Kilometern ausgetragen.
Gesamtsieger wurde der Belgier Henri Garnier. Die Rundfahrt startete in Zürich mit 70 Fahrern, von denen 43 Fahrer am letzten Tag ebenfalls in Zürich ins Ziel kamen.

## Etappen
| Etappe      | Tag      | Start – Ziel              | km    | Etappensieger    | Gesamtwertung |
| ----------- | -------- | ------------------------- | ----- | ---------------- | ------------- |
| 1. Etappe   | 20. Juni | Zürich – Davos            | 227,6 | Henri Garnier    | Henri Garnier |
| 2. Etappe   | 21. Juni | Davos – Lugano            | 233,3 | Augusto Introzzi | Henri Garnier |
| 3. Etappe   | 22. Juni | Lugano – Luzern           | 205,4 | August Erne      | Henri Garnier |
| 4. Etappe A | 23. Juni | Luzern – Bern             | 144,5 | Paul Egli        | Henri Garnier |
| 4. Etappe B | 23. Juni | Bern – Genf               | 172,2 | Paul Egli        | Henri Garnier |
| 5. Etappe   | 25. Juni | Genf – La Chaux-de-Fonds  | 182,1 | Edouard Visser   | Henri Garnier |
| 6. Etappe   | 26. Juni | La Chaux-de-Fonds – Basel | 229,7 | Theo Heimann     | Henri Garnier |
| 7. Etappe   | 27. Juni | Basel – Zürich            | 262,5 | Max Bulla        | Henri Garnier |